# Chrystian Albrecht (książę Holsztynu-Gottorp)

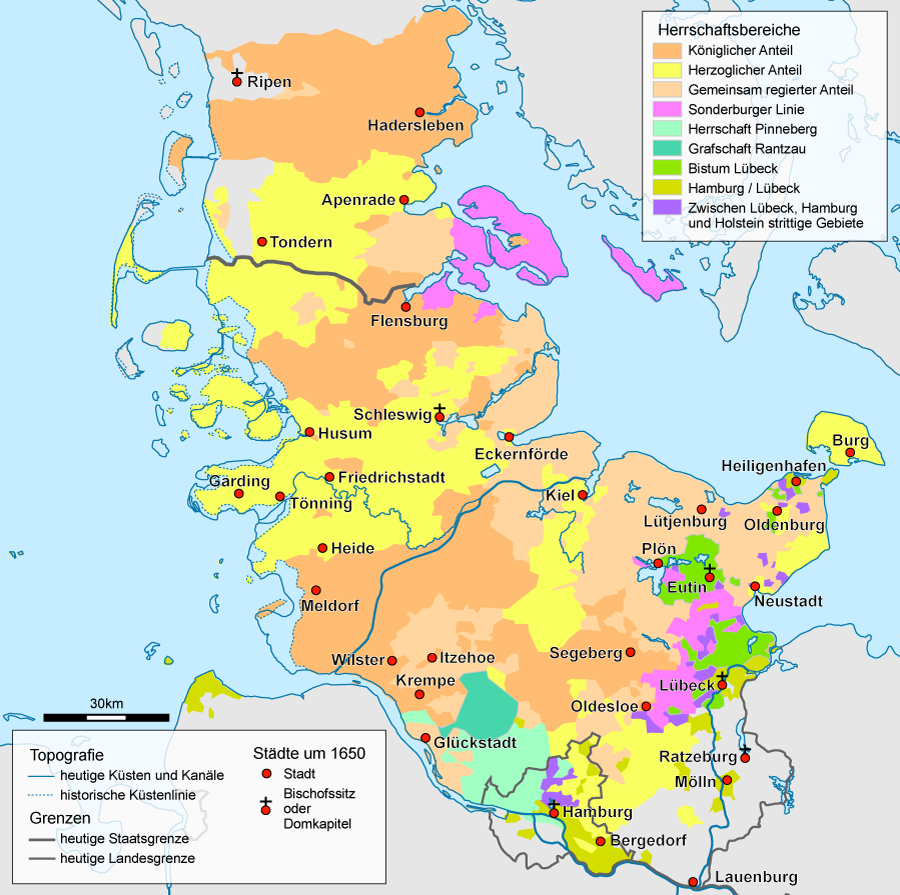
Szlezwik i Holsztyn w 1650 r.
- kolor żółty - tereny pod władzą książąt Gottorp
- kolor pomarańczowy - tereny pod władzą duńską
- kolor jasnopomarańczowy - tereny wspólne

Chrystian Albrecht (ur. 3 lutego 1641 r. na zamku Gottorp, zm. 6 stycznia 1695 r. tamże) – książę szlezwicko-holsztyński na Gottorp od 1659 r.

## Życiorys
Chrystian Albrecht był czwartym synem księcia szlezwicko-holsztyńskiego na Gottorp Fryderyka III oraz Marii Elżbiety, córki księcia Saksonii Jana Jerzego I. Ponieważ wszyscy jego starsi bracia zmarli wcześniej, to właśnie Chrystian Albrecht po śmierci ojca w 1659 r. odziedziczył tytuł książęcy. Jednak w tym momencie wojska duńskie i sprzymierzone okupowały całe księstwo, a sam Chrystian Albrecht pozostawał u boku króla szwedzkiego Karola X Gustawa. Był w stanie objąć władzę w Gottorp dzięki poparciu szwedzkiemu dopiero w kolejnym roku, na mocy pokoju w Kopenhadze kończącego wojnę duńsko-szwedzką. 
Wciąż zagrożony przez Duńczyków, Chrystian Albrecht pozostawał w sojuszu ze Szwecją, gdzie panował jego siostrzeniec Karol XI, a faktyczne rządy sprawowała siostra księcia holsztyńskiego, Jadwiga Eleonora. Próbował jednak zmniejszyć ciśnienie w stosunkach z Danią poprzez zawarte w 1667 r. małżeństwo z Fryderyką Amalią, córką króla Danii Fryderyka III. Jednak okres spokoju skończył się wraz ze śmiercią teścia, i konflikty z Danią, spowodowane roszczeniami do dóbr i praw książąt Gottorp jego następcy Chrystiana V wybuchły z nową siłą. Ten ostatni doprowadził do wyrugowania Chrystiana Albrechta z hrabstwa Oldenburga, który zmarły w 1667 r. ostatni z tamtejszej linii dynastii Oldenburgów zapisał jemu i królowi duńskiemu. W 1675 r. doszło do otwartego konfliktu, gdy Chrystian V, wykorzystując porażkę szwedzką pod Fehrbellin (w toku wojny Francji i Szwecji przeciwko Habsburgom, po których stronie stała Dania), zmusił Chrystiana Albrechta do oddania twierdzy Tönning, a także do zgody na sojusz z Danią i wspólną kasę, do której miały wpływać podatki ze Szlezwiku i Holsztynu. Księciu udało się jednak zbiec do Hamburga, skąd protestował przeciwko działaniom króla duńskiego.
Przebieg wojny odwrócił się w 1679 r., gdy Szwecja i Francja zawarły pokój z cesarzem, a następnie z Brandenburgią. Izolowana Dania musiała ustąpić i zawrzeć pokój ze Szwecją i Francją. Zobowiązana została wówczas zwrócić wszelkie dobra i prawa Chrystianowi Albrechtowi. Jednak wkrótce konflikt na nowo odżył, gdy Chrystian V porozumiał się z Francją i ponownie zaczął podnosić roszczenia pod adresem Chrystiana Albrechta. W 1684 r. król duński zajął książęce dobra w Szlezwiku i zjednoczył je z własną częścią pod swoim berłem. Jednak ponownie niekorzystny dla Danii obrót spraw w polityce europejskiej (sojusz władców przeciwko Francji, który zapoczątkował wojnę palatynacką spowodował, że Chrystian V był zmuszony w 1689 r. zwrócić księciu zagrabione dobra. 
Chrystian Albrecht, choć wyrastał na dworze swego ojca, znanego z zamiłowania do nauki i kultury oraz otrzymał staranne wykształcenie, był słabym władcą. W polityce przetrwanie zawdzięczał głównie sojuszowi ze Szwecją. W 1665 r. ufundował uniwersytet w Kilonii. W latach 1655–1666 był także księciem-biskupem Lubeki. 
Został pochowany w katedrze św. Piotra w Szlezwiku. Tron w Gottorpie przejął starszy syn, osiemnastoletni Fryderyk IV.

## Rodzina
W 1667 r. Chrystian Albrecht poślubił Fryderykę Amalię z rodu Oldenburgów (1649–1704), córkę króla Danii Fryderyka III. Z małżeństwa tego pochodziło czworo dzieci:
- Zofia Amalia (1670–1710), żona księcia Brunszwiku-Lüneburga na Wolfenbüttel Augusta Wilhelma,
- Fryderyk IV (1671–1702), następca ojca jako książę szlezwicko-holsztyński na Gottorp, zginął w bitwie pod Kliszowem,
- Chrystian August (1673–1726), regent w Gottorp po śmierci brata Fryderyka, ojciec króla Szwecji Adolfa Fryderyka oraz Joanny Elżbiety (matki przyszłej carycy Katarzyny II),
- Maria Elżbieta (1678–1755), ksieni klasztoru w Quedlinburgu.